# Marketing
Marketing is alle activiteit die een bedrijf uitvoert om de verkoop van producten of diensten te bevorderen. Eerder werd marketing gezien als het geheel van alle activiteiten die erop gericht zijn om, samen met de afdeling verkoop de ruil van producten of diensten te bevorderen. Deze op ruil gebaseerde omschrijving wordt door de American Marketing Association vanaf hun herziene definitie in 2004 als te beperkt beschouwd.
Marketing als (wetenschappelijke) discipline is ontstaan rond het begin van de twintigste eeuw in Illinois in de Verenigde Staten, waar aanhoudende agrarische overschotten ertoe leidden dat er structureel naar nieuwe afzetmogelijkheden gezocht moest worden. Tot die tijd werden ruilprocessen vooral bezien vanuit de klassieke en neoklassieke economische theorie.
In de meeste ontwikkelde economieën spelen consumentenbehoeften een belangrijkere rol dan de aanwezigheid van surplus aanbod. Marketing is bij uitstek een discipline geworden waarbij het identificeren van behoeften centraal is komen te staan. Marketing als discipline steunt sterk op kennis ontwikkeld in andere vakgebieden zoals psychologie, sociologie en economie. Door middel van advertenties is de marketingpraktijk ook gerelateerd aan de creatieve kunsten. Marketing was relevant voor de sociale wetenschappen; op het gebied van statistische analyse van (extreem) grote hoeveelheden gegevens zijn marketingonderzoekers grensverleggend geweest.

## Definities
Er zijn veel definities van wat marketing is. Vooral in de jaren 70 van de 20e eeuw woedde daar in de academische marketingwereld een debat over, het gehele julinummer van het Journal of Marketing uit 1971 is er aan gewijd.
- Voor 1985 definieerde de American Marketing Association (AMA), een van de meest invloedrijke organisaties binnen de (academische) marketingwereld, marketing als "de uitvoering van bedrijfsactiviteiten die de stroom van goederen en diensten van fabrikant naar consument of gebruiker sturen".[5]
- In 1985, als gevolg van het debat dat het decennium daarvoor gevoerd was, paste de AMA de definitie aan tot "Marketing is het proces van bedenken en uitvoeren van het ontwerp, de prijszetting, de promotie en de distributie van ideeën, goederen en diensten om zo een uitwisseling te creëren die de realisatie van doelen van zowel individuen als organisaties mogelijk maakt".[6]
- Tijdens de 2004 Summer Educators-conferentie van de AMA werd de volgende nieuwe definitie gepresenteerd als de officiële AMA definitie: "Marketing is een functie binnen organisaties en [tevens] een verzameling van processen voor het creëren, communiceren en leveren van waarde voor klanten en voor het beheersen van de klantrelatie op manieren die gunstig zijn voor de organisatie en haar belanghebbenden".[7]
- Philip Kotler geeft in zijn eerdere boeken de definitie van marketing als "De menselijke activiteit gericht op het vervullen van behoeften en verlangens door middel van ruil".
- Tevens hanteert hij de definitie "Het sociale- en managementproces door middel waarvan individuen en groepen datgene verkrijgen wat ze nodig hebben en willen. Dit alles door het maken en ruilen van producten en waarde met anderen".[8]
- In later werk omschrijft Kotler marketing ook als "het voornamelijk vervullen van de rol van netwerk-integrator, waarbij de marketingfunctie vaardigheden verkrijgt in onderzoek, (behoefte)voorspelling, prijszetting, distributie, marktcommunicatie en promotie".[9]
- Brian Norris definieert marketing als "het proces waarbij structureel mensen gebracht worden tot het nemen van een aankoopbeslissing, het gebruiken, het volgen, gehoorzamen, afwijzen, schikken en accepteren van de normen van een ander, van de maatschappij of van een specifieke organisatie. Eenvoudig gesteld, als het niet de 'verkoop' stimuleert, dan is het geen marketing".[10]
- Een andere, eenvoudiger geformuleerde definitie van wat marketing is, luidt: "het geheel van de theorieën en technieken om producten en diensten optimaal af te zetten, door bij het aanbieden ervan zo goed mogelijk rekening te houden met de behoeften en specifieke wensen van de (potentiële) kopers."
- Ook wordt marketing wel omschreven als "Elke activiteit die consumenten en producenten met elkaar verbindt".
- Al Ries en Jack Trout definiëren marketing als "oorlog tussen concurrenten".[11]

In ieder geval kan de volgende conclusie getrokken worden: Er zijn veel verschillende definities van het begrip marketing. Daarnaast hebben verschillende personen en instanties hun definitie van het begrip marketing in de loop der tijd aangepast.

## Toepassingsgebieden
Doordat bepaalde groepen consumenten vaak vergelijkbare behoeften hebben, is de marketingdiscipline zich onder meer gaan toeleggen op het identificeren en benaderen van specifieke doelgroepen. Onder andere met behulp van reclame, maar ook via bijvoorbeeld een uitgekiende distributiestrategie, wordt geprobeerd deze doelgroep te benaderen.
Marketing is niet beperkt tot kapitalistische systemen. Ook buiten een commerciële omgeving hebben veel methoden en technieken die van oorsprong binnen de marketing ontwikkeld zijn, hun nut bewezen. Zo maken politici voor de communicatie van hun boodschappen gebruik van inzichten die binnen de marketing ontwikkeld zijn, en hebben veel onderwijsinstellingen, musea en liefdadigheidsorganisaties inmiddels complete marketingafdelingen. In de Verenigde Staten zijn vanaf circa 1990 ook kerken gestructureerd marktontwikkelingsstrategieën gaan toepassen, waarbij niet alleen indicatoren als penetratie, doelgroep en loyaliteit gehanteerd werden, maar zelfs MBA's op de loonlijst verschenen. Voor dit soort toepassingen wordt wel de term sociale marketing gebruikt.

## Marketing in de praktijk
Voor educatieve doeleinden wordt soms de metafoor van een huis gebruikt om deelgebieden van de marketing in perspectief te plaatsen. Bij deze metafoor staat het fundament waarop het marketinghuis gebouwd is, voor de economische omgeving waarin marketing, maar in feite alle bedrijfsactiviteiten, zich bevindt. Essentieel voor een solide economische omgeving is de rechtszekerheid zoals die door onder andere het juridische systeem gegarandeerd wordt. Voor marketing speelt de bescherming van het intellectueel eigendom een belangrijke rol, omdat marketingactiviteiten doorgaans resulteren in werken die zonder juridische bescherming eenvoudig gekopieerd zouden kunnen worden.
Het tweede deel van het fundament betreft het algemene economische klimaat. Veel van de keuzes die organisaties maken in hun marketingbeleid, hangen af van de omstandigheden in de economie. Hoewel marketing in haar geheel ontegenzeggelijk invloed op de totale economie uitoefent, is voor vrijwel iedere individuele organisatie het algemene economische klimaat een gegeven.
De vloer van het marketinghuis wordt gevormd door markt- en opinieonderzoek. Met behulp van instrumenten uit dit deelgebied van de marketing kunnen organisaties zich een beeld vormen van de ideeën en behoeften die er onder potentiële consumenten heersen. Ook kan het marktonderzoek gebruikt worden om een doelgroep te specificeren. Goed marktonderzoek wordt vaak gezien als een belangrijke factor om de succeskansen van de organisatie of een specifiek product van de organisatie te vergroten.

### De marketingmix

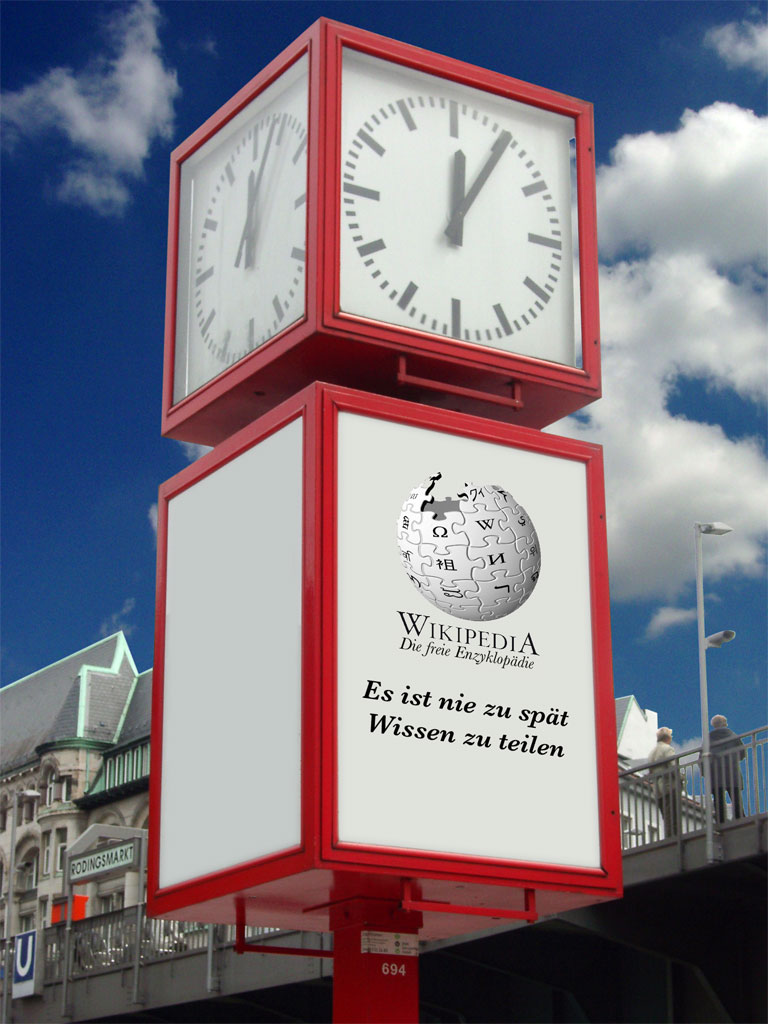
De P van promotie in de vorm van een (fictieve) reclamezuil voor Wikipedia.

In een beperkte populaire benadering draait het in "marketing" om het onder de aandacht brengen van producten of diensten, vooral door adverteren en het creëren van merken. Veel praktijkbeoefenaars en marketingwetenschappers zien een dergelijke interpretatie van marketing echter als te beperkt. Reclame maken en merkmanagement zijn weliswaar belangrijk onderdelen van de marketingdiscipline, maar marketing betreft meer.
In de meeste organisaties wordt onder marketing het geheel aan activiteiten verstaan die met het aanbod samenhangen. McCarthy verdeelde marketing dan ook in vier verschillende groepen van activiteiten, die betrekking hadden op het product (of dienst), de prijs, de promotie en de plaats. Zijn indeling is inmiddels zo algemeen geaccepteerd dat deze zogenaamde 4 P's veelal als uitgangspunt dienen voor zowel marketingonderwijs als de beroepsuitoefening.
De eerste P betreft het eigenlijke product ofwel datgene wat verkocht moet worden. Hierbij draait het er vooral om hoe dit product aansluit bij de wensen en behoeften van de klant. Marketing begint dus al bij het ontwikkelen van het product.
De tweede P betreft de prijs of het prijsbeleid. Niet alleen is de prijs het uiteindelijke resultaat van een succesvolle marketinginspanning (in de vorm van de betaling voor het product of de dienst), ook is prijs een duidelijke signalering van eigenschappen van het product. Hoge prijzen geven vaak het signaal af dat de kwaliteit van het product of dienst dienovereenkomstig is. In de vier P-typologie valt ook het kortingsbeleid onder de P van prijs.
De derde P betreft de promotie. Hieronder vallen onder meer adverteren, verkooppromoties in de winkel, publiciteit en persoonlijke verkoop.
De vierde P wordt in het Nederlands vaak vertaald als plaats. Het betreft een enigszins gezochte vertaling van het Engelse placement en refereert in brede zin aan de plek waar het product verkocht wordt. Hieronder vallen naast de locatie waar het product verkocht wordt ook zaken als het distributiekanaal, of zelfs het (sub)segment waarop de marketinginspanningen zich richten, bijvoorbeeld jongvolwassenen, gezinnen met kinderen, vrouwen, et cetera.
Gezamenlijk worden de vier elementen ook wel de marketingmix genoemd en vormen ze de voornaamste bouwstenen voor een marketingplan. Een kritiekpunt op dit model is dat het vooral geschikt is voor laagwaardige producten zoals die vaak in een supermarkt worden aangetroffen. Het model zou minder geschikt zijn voor producten die via een complex proces worden aangeschaft, zoals industriële producten of kapitaalgoederen. Vooral de langetermijnrelatie tussen leverancier en afnemer kan slechts met moeite onder dit model gebracht worden.
Vanaf het begin van de jaren 80 van de 20e eeuw raakten verschillende alternatieve modellen voor het standaard 4P-model in zwang. Al naargelang de achtergrond en bedoeling van verschillende auteurs zijn wel additionele P's voor personeel, pay-off, verpakking (van het Engelse packaging) en zelfs parkeren genoemd. Het betreft hier telkens variaties en specificeringen die, zij het soms met enige moeite, ook onder het originele 4P-model gebracht kunnen worden.
Binnen de Dienstenmarketing bestaat de Marketingmix uit 
7 P´s. Naast de bestaande 4 P´s zijn er voor de marketing van diensten nog 3 P´s aan toegevoegd. De P van People, wat staat voor Personeel en Klanten. De P van Physical Evidence. Dit zijn zaken zoals uniforms, de inrichting van bijvoorbeeld een kantoor of het bord op de gevel. Maar ook visitekaartjes of een website. En tot slot de P van Process, of het proces van de dienstverlening van klant tot organisatie en weer terug.

### Merkmanagement
Merkmanagement, vaak ook aangeduid met de Engelse term brand management, is de activiteit waarbij niet langer het product centraal staat, maar het merk een centrale rol in de beslissingen van de organisatie heeft ingenomen. De historie van merkmanagement is terug te voeren tot circa 1931 toen Neil McElroy, op dat moment het hoofd van Procter & Gambles promotieafdeling, een marketingafdeling oprichtte die georganiseerd was rond concurrerende merken.
Activiteiten uit de marketingmix vinden hun weerslag in het merk. Hierdoor vertegenwoordigt het merk na verloop van tijd een bepaalde merkwaarde. Merkmanagement kan dan ook gezien worden als activiteit die ervoor zorgt dat de marketingmixinstrumenten op een dusdanige wijze ingezet worden dat zij een positieve bijdrage leveren aan de langetermijn-waardeontwikkeling van het merk. Soms leidt dit tot conflicten met meer op kortetermijn-winstoptimalisatie gerichte activiteiten zoals prijspromoties en productiekostenreducties.

### Marketingcontrol
Marketingcontrol is binnen de metafoor van het marketinghuis als dak verantwoordelijk voor de terugkoppeling van de resultaten van de marketingactiviteiten, zodat de in eerste instantie gekozen marketingmix kan worden bijgesteld. Binnen de marketingpraktijk wordt een aantal meetinstrumenten gehanteerd om de voortgang af te zetten tegen de doelen zoals die in het marketingplan zijn opgenomen. Veelgebruikte besturingsmechanismen zijn verkoopplannen, motivatie- en beloningssystemen, en relatiemarketingtools. Tegenwoordig bestaan er softwarepakketten die marketingcontrol-activiteiten kunnen ondersteunen en vastleggen.
De marketingpraktijk heeft zich langzaam ontwikkeld in een richting waarbij marketingmanagers 'de taal' van andere bestuurders zijn gaan spreken. Sommige marketingcontrolsystemen drukken daarom prestaties uit in return on investment-percentages, een term die van oorsprong vooral door de financiële discipline werd gebezigd. Ook de behoefte om de waarde van merken in geld uit te drukken kan worden herleid tot de wens om de resultaten van marketing als discipline inzichtelijk te maken voor niet-marketingbestuurders en externe investeerders.
Desondanks zijn dergelijke financieel georiënteerde meetinstrumenten vaak niet afdoende om de volledige voortgang van de marketingactiviteiten in een organisatie te volgen en eventueel bij te sturen. Andere marketingcontrolsystemen zijn (mede) gebaseerd op traditionele marketing-meetinstrumenten, zoals marktaandeel, marktpenetratie en klanttevredenheid. Vooral in grotere organisaties worden deze instrumenten ingepast in een balanced scorecard waarbij naast ruimte voor financiële sturing en beheersing ook specifiek gekeken wordt naar de organisatie vanuit een klanten- en innovatieperspectief.

## Een nieuwe dominante stroming
In 2004 publiceerden Vargo en Lusch een artikel in het toonaangevende Journal of Marketing waarin ze de ontwikkelingen binnen de marketing kenschetsten als een verschuiving van transacties om goederen naar een economie waarbinnen relaties en dienstverlening dominant zullen zijn. Goederen zijn in deze zienswijze nog slechts fysieke transporteurs van diensten. De fundamentele uitwisselingseenheid is niet langer het product zelf, maar de onderliggende relatie.
Hoewel dit artikel als openingsartikel in het openingsnummer van 2004 verscheen, en direct vergezeld werd van kritieken van enkele vooraanstaande marketing- en managementwetenschappers, heeft het artikel zelf niet tot een debat geleid dat de titel van een nieuwe dominante stroming lijkt te rechtvaardigen. Dat neemt niet weg dat veel van de kenmerken van de dominante stroming waar Vargo en Lusch aan refereren ofwel afkomstig zijn uit de dienstenmarketingliteratuur, of daar inmiddels deel van uitmaken. Het artikel valt ook te bezien vanuit de toegenomen aandacht en erkenning die er binnen de marketing bestaat voor de wereldwijd sterk gegroeide dienstensector.

## Kritiek op marketing

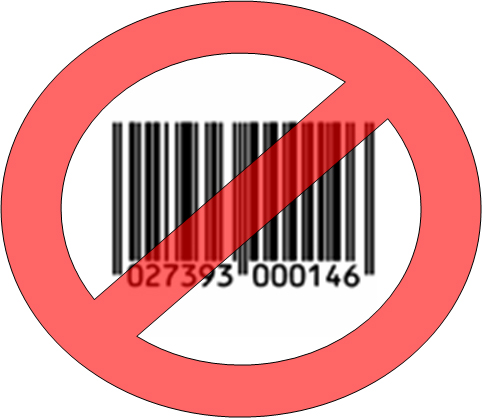
De streepjescode wordt soms als niet merkspecifiek symbool voor commercie/marketing gebruikt. Zo droeg een demonstrant in de documentaire "The Corporation" van Jennifer Abbott en Mark Achbar uit 2003 een mondmasker met streepjescode om te symboliseren dat het individu monddood gemaakt wordt.

Sommige aspecten van de marketing, met name reclame, zijn voorwerp van maatschappelijke kritiek. Zo wordt de marketing voor energierijke levensmiddelen en fastfood in verband gebracht met overconsumptie, wat tot overgewicht of zelfs obesitas kan leiden. Ook wordt marketing soms gezien als vertegenwoordiger van het globalisme, en in die zin verantwoordelijk gehouden voor onder meer de slechte arbeidsomstandigheden van veel fabriekswerkers in opkomende economieën en de beperking van individuele vrijheden.
Daartegenover bestaat de opinie dat marketingtechnieken in principe amoreel zijn. Slechts de toepassing van deze technieken voor immorele activiteiten zou tot problemen kunnen leiden, maar dat zou marketing als discipline niet verweten kunnen worden.
Ook wordt succesvolle marketing van incrementele productinnovaties soms verantwoordelijk gesteld voor gebrek aan werkelijke vooruitgang. Door consumenten er bijvoorbeeld van te overtuigen dat ze slechts een nieuwe geurvariant van een wasmiddel nodig hebben, voorkomen fabrikanten dat ze geld aan daadwerkelijk fundamenteel onderzoek en ontwikkeling hoeven uit te geven.
Kritiek van een meer filosofische aard is dat marketing als wetenschap geen theoretische grondslag kent, maar dat het slechts een verzameling weetjes, feiten, en toevallige correlaties betreft. Brown stelt dat "marketing moet besluiten of het zijn eigen intellectuele naaktheid wil erkennen, of dat het zichzelf in de verzengende hitte van het postmodernisme wil storten."

## Wetenschap of niet
Een voor praktijkbeoefenaars weinig relevante, maar voor academici des te belangrijker vraag is of marketing wel als wetenschap gezien kan worden. Soms wordt eenvoudig gesteld dat marketingwetenschap zich richt op het positieve deel van de marketing, en de marketingpraktijk zich richt op het normatieve deel van de marketing. Buzzell stelt daarentegen dat een wetenschap bestaat uit:
1. een geclassificeerde en systematische verzameling kennis die
2. georganiseerd is rond een of meerdere centrale theorieën en een aantal algemene principes,
3. die doorgaans uitgedrukt worden in kwantitatieve termen,
4. waarmee voorspellingen gedaan kunnen worden en onder sommige voorwaarden de controle over toekomstige gebeurtenissen verkregen kan worden".[25]

Door de meeste marketingwetenschappers, maar ook een substantieel aantal mensen buiten de discipline, wordt (mede) op basis van deze criteria gesteld dat marketing een wetenschap is. Zwak punt in het betoog dat marketing een wetenschap is, is dat er eigenlijk geen algemeen aanvaarde algemene theorie van marketing bestaat. Hunt doet een voorzet bij het afbakenen van de grenzen voor een dergelijke algemene theorie van de marketing. Hij stelt dat iedere theorie die beoogt een algemene marketingtheorie te zijn, moet passen binnen het kader van de competitie. Naar de mening van Hunt is de resource-advantagetheorie een algemene theorie van competitie, waarbinnen dus een algemene marketingtheorie tot stand kan komen. Geparafraseerd komt Hunt hiermee in de buurt van de bovengenoemde (en op basis van praktijkervaring verkregen) bevinding van Ries en Trout dat marketing eigenlijk niets anders dan oorlog tussen concurrenten is.